# HK Volky Brovary
HK Volky Brovary (ukrainska:ХК Волки Бровары), är en ishockeyklubb från Brovary, Ukraina. Klubben bildades år 2017 och spelar i Ukrainian Hockey League.